# قسم ميلانلو الريفي (مقاطعة إسفراين)
قسم ميلانلو الريفي (بالفارسية: دهستان میلانلو) هي منطقة ريفية تقع في قسم في إيران. يقدر عدد سكانها بـ 3,936 نسمة .